# Modave
Modave es un municipio belga perteneciente al distrito de Huy de la provincia de Lieja, en la Región Valona.
A 1 de enero de 2019 tiene 4212 habitantes. Comprende las secciones de Modave, Outrelouxhe, Strée y Vierset-Barse.
Sus principales monumentos son el château de Modave y la capilla románica de San Pedro de Limet.

## Geografía
Se ubica en la periferia suroriental de Huy en la región natural de Condroz y esta bañada por el río Hoyoux un afluente del río Mosa.

### Secciones del municipio
El municipio comprende los antiguos municipios, que se fusionaron en 1977:
| - Modave - Outrelouxhe - Strée - Vierset-Barse |

### Pueblos y aldeas del municipio
Les Communes de Strée, Les Gottes, Limet, Linchet, Pont-de-Bonne, Rawsa.

## Demografía

### Evolución
Todos los datos históricos relativos al actual municipio, el siguiente gráfico refleja su evolución demográfica, incluyendo municipios después de efectuada la fusión el 1 de enero de 1977.
| Gráfica de evolución demográfica de Modave entre 1846 y 2019 |
|                                                              |